# Hong Kong Tennis Open 2015
Hong Kong Tennis Open 2015, oficiálně se jménem sponzora Prudential Hong Kong Tennis Open 2015, byl tenisový turnaj pořádaný jako součást ženského okruhu WTA Tour, který se hrál na otevřených dvorcích s tvrdým povrchem Plexipave v místním tenisovém klubu. Konal se mezi 12. až 18. říjnem 2015 v čínském Hongkongu. Od svého založení v roce 1980 představoval 6. ročník události.
Turnaj s rozpočtem 250 000 dolarů patřil do kategorie WTA International Tournaments. Poslední přímou postupující do hlavní singlové soutěže byla 151. tchajwanská tenistka Čang Kchaj-čen. Nejvýše nasazenou hráčkou ve dvouhře se stala desátá hráčka žebříčku Angelique Kerberová z Německa. Světová čtyřka Garbiñe Muguruzaová se odhlásila pro zranění kotníku.
Singlovou část vyhrála Srbka Jelena Jankovićová. Deblovou polovinu ovládl francouzsko-kazašský pár Alizé Cornetová a Jaroslava Švedovová.

## Distribuce bodů a finančních odměn

### Distribuce bodů
| Soutěž  | vítězky | finalistky | semifinalistky | čtvrtfinalistky | 16 v kole | 32 v kole | Q  | Q2 | Q1 |
| ------- | ------- | ---------- | -------------- | --------------- | --------- | --------- | -- | -- | -- |
| dvouhra | 280     | 180        | 110            | 60              | 30        | 1         | 18 | 12 | 1  |
| čtyřhra | 280     | 180        | 110            | 60              | 1         | —         | —  | —  | —  |

### Finanční odměny
| Soutěž                              | vítězky | finalistky | semifinalistky | čtvrtfinalistky | 16 v kole | 32 v kole | Q2     | Q1   |
| ----------------------------------- | ------- | ---------- | -------------- | --------------- | --------- | --------- | ------ | ---- |
| dvouhra                             | $43 000 | $21 400    | $11 500        | $6 200          | $3 420    | $2 100    | $1 285 | $750 |
| čtyřhra                             | $12 300 | $6 400     | $3 435         | $1 820          | $960      | —         | —      | —    |
| částka ve čtyřhře je uvedena na pár |         |            |                |                 |           |           |        |      |

## Ženská dvouhra

### Nasazení
| Stát                         | Hráčka              | WTA | Nasazení |
| ---------------------------- | ------------------- | --- | -------- |
| Španělsko                    | Garbiñe Muguruzaová | 5.  | 1.       |
| Německo                      | Angelique Kerberová | 10. | 2.       |
| USA                          | Venus Williamsová   | 14. | 3.       |
| Srbsko                       | Jelena Jankovićová  | 24. | 4.       |
| Austrálie                    | Samantha Stosurová  | 25. | 5.       |
| Rusko                        | Darja Gavrilovová   | 35. | 6.       |
| Francie                      | Caroline Garciaová  | 39. | 7.       |
| Francie                      | Alizé Cornetová     | 44. | 8.       |
| Žebříček WTA k 5. říjnu 2015 |                     |     |          |

### Jiné formy účasti
Následující hráčky obdržely divokou kartu do hlavní soutěže:
- Jelena Jankovićová
- Angelique Kerberová
- Samantha Stosurová
- Čang Ling

Následující hráčky postoupily z kvalifikace:
- Ana Bogdanová
- Jang Su-jeong
- Miju Katová
- Kateryna Kozlovová
- Lee Ya-hsuan
- Irina Ramialisonová
  -  Julia Bejgelzimerová – jako šťastná poražená
  -  Anastasija Komardinová – jako šťastná poražená

### Odhlášení
před zahájením turnaje
- Viktoria Azarenková[5] → nahradila ji Wang Ja-fan
- Eugenie Bouchardová[6] (otřes mozku) → nahradila ji Anastasia Rodionovová
- Casey Dellacquová (otřes mozku) → nahradila ji Julia Bejgelzimerová
- Zarina Dijasová → nahradila ji Risa Ozakiová
- Sabine Lisická (poranění kolena) → nahradila ji Francesca Schiavoneová
- Garbiñe Muguruzaová (poranění levého hlezna) → nahradila ji Anastasija Komardinová
- Ajla Tomljanovićová → nahradila ji Čang Kchaj-lin
- Coco Vandewegheová → nahradila ji Luksika Kumkhumová

### Skrečování
- Christina McHaleová (poranění levého lokte)

## Ženská čtyřhra

### Nasazení
| Stát                                                                 | Hráčka                     | Stát       | Hráčka                | WTA  | Nasazení |
| -------------------------------------------------------------------- | -------------------------- | ---------- | --------------------- | ---- | -------- |
| Španělsko                                                            | Lara Arruabarrenová        | Slovinsko  | Andreja Klepačová     | 61.  | 1.       |
| Polsko                                                               | Klaudia Jansová-Ignaciková | Austrálie  | Anastasia Rodionovová | 94.  | 2.       |
| Čína                                                                 | Liang Čchen                | Čína       | Wang Ja-fan           | 129. | 3.       |
| Francie                                                              | Alizé Cornetová            | Kazachstán | Jaroslava Švedovová   | 184. | 4.       |
| Žebříček WTA k 5. říjnu; číslo je součtem umístění obou členek páru. |                            |            |                       |      |          |

### Jiné formy účasti
Následující páry obdržely divokou kartu do hlavní soutěže:
- Ki Yan-tung /  Ng Man-ying
- Sher Chun-wing /  Wu Ho-ching

### Odstoupení
v průběhu turnaje
- Čang Kchaj-čen (krční poranění)
- Christina McHaleová (poranění levého lokte)
- Lee Ja-hsuan (namožení pravé podkolenní šlachy)

## Přehled finále

### Ženská dvouhra
- Jelena Jankovićová vs.  Angelique Kerberová 3–6 , 7–6(7–4), 6–1

### Ženská čtyřhra
- Alizé Cornetová /  Jaroslava Švedovová vs.  Lara Arruabarrenová /  Andreja Klepačová 7–5, 6–4